# Clarin (Misamis Occidental)
Clarin è una municipalità di quarta classe delle Filippine, situata nella Provincia di Misamis Occidental, nella Regione del Mindanao Settentrionale.
Clarin è formata da 29 baranggay:
- Bernad
- Bito-on
- Cabunga-an
- Canibungan Daku
- Canibungan Putol
- Canipacan
- Dalingap
- Dela Paz
- Dolores
- Gata Daku
- Gata Diot
- Guba (Ozamis)
- Kinangay Norte
- Kinangay Sur
- Lapasan

- Lupagan
- Malibangcao
- Masabud
- Mialen
- Pan-ay
- Penacio
- Poblacion I
- Poblacion II
- Poblacion III
- Poblacion IV
- Segatic Daku
- Segatic Diot
- Sebasi
- Tinacla-an